# Dievas
Il lituano Dievas, il lettone Dievs, il letgallo Dīvs, il prussiano Dēiws e lo jatvingico Deivas era il dio supremo primordiale nella mitologia baltica e una delle divinità più importanti insieme a Perkūnas e al fratello Potrimpo. Assumeva il ruolo di dio del cielo, prosperità, ricchezza, sovrano degli dei e creatore dell'universo. Dievas era un diretto successore del dio supremo padre del cielo protoindoeuropeo * Dyēus della radice * deiwo-. La sua forma proto-baltica era * Deivas.
Dievas aveva due figli: Dievo sūneliai e Dieva dēli, conosciuti come i gemelli celesti.
Nella lingua lituana e lettone di oggi, questa parola può riferirsi ad una divinità di qualsiasi tipo (pagana, cristiana, immaginaria e simili).
In precedenza, * Deivas indicava semplicemente "la splendente cupola del cielo illuminata dal sole", come in altre mitologie indoeuropee. L'aspetto celeste è ancora evidente in frasi come Saule noiet dievā (letteralmente il sole è ricondotto a dio), derivante dai canti popolari lettoni. Nell'induismo ogni divinità è conosciuta come Deva, ad ulteriore riprova delle radici proto-indoeuropee in comune.

## Concezione lituana della divinità
La concezione religiosa degli antichi lituani non è ancora del tutto chiara agli studiosi moderni. Alcuni suggeriscono che essi abbracciassero il politeismo, nel quale, sempre secondo queste ricostruzioni, lo schema avrebbe dovuto essere il seguente:
- Riconoscimento di un singolo Essere Divino, che è l'entità centrale dell'Universo;
- Riconoscimento di molteplici esseri divini, che si trovano a un livello diverso del dio principale o, in altre parole, ipostasi del dio unico;
- Riconoscimento della partecipazione diretta del dio unico ai livelli inferiori nella forma di esseri inferiori (cosiddette manifestazioni del dio unico). Le fonti di epoca successiva descrivono la natura esclusivamente umana del dio, ma potrebbe trattarsi di limitazioni dovute al cristianesimo. Caratterialmente, viene descritto come un essere modesto, corretto, casto, delicato, ecc., sinonimo della perfezione morale per gli antichi lituani.

Tuttavia, questa comprensione esclude la concezione di un pantheon o di qualche altro possibile concilio di dei nell'antica religione pagana lituana.
Molti scritti affidabili riguardanti la mitologia lituana non contraddicono questa concezione, sebbene non ci siano molti dati disponibili. La penuria di informazioni lascia ampio spazio interpretativo e, di conseguenza, il parere della storiografia sui punti descritti sopra è tutt'altro che unanime.
Ad esempio, uno storico dell'inizio del XIX secolo, Teodor Narbutt, ha basato i suoi studi interamente su una concezione gerarchica delle divinità nel mondo lituano. Nonostante fu in seguito criticato perché le sue fonti di riferimento erano inaffidabili e le sue interpretazioni non sempre coincidevano con quanto si era pacificamente consolidato nel folklore lituano, la mitologia descritta da Narbutt seguiva uno schema ben dettagliato. Le sue opere hanno avuto una certa influenza sul pensiero e sulle ricostruzioni di alcuni storiografi.
Gintaras Beresnevičius ha notato che Dievas assumeva una posizione di essere divino non attivo - deus otiosus - quindi il suo culto tra i Balti era dubbio e di luoghi sacri dedicati a Dievas non si fa mai menzione nella mitologia baltica.
Un punto su cui le interpretazioni moderne non presentano divergenze riguarda la concezione di un unico Dio Supremo per i Balti lituani. La parola Dievas stessa sembra essere omessa rispettosamente o modificata nei suoi epiteti in lituano: Aukščiausiasis ('l'Altissimo'), Visagalis ('l'Onnipotente'), Praamžis ('l'Eterno') o Pondzejis ('Signore Dio') e in prussiano come Occopirmzts.

## Manifestazioni
Molte delle descrizioni di Dievas sono note dai primi testi cristiani della Lituania, che presumibilmente non vanno ritenuti come affidabili per ricostruire il passato; inoltre, non esistono testimonianze di epoca antecedente che descrivono Dievas in dettaglio. I racconti descrivono Dievas che si manifesta solo in natura umana, in particolare nell'aspetto di un vecchio saggio di sesso maschile o di un vecchio mendicante. Ma i dati linguistici, ad esempio il nome dell'abrotano (in lituano Diemedis), letteralmente l'albero divino, così come alcuni accenni nelle leggende storiche suggeriscono che si potrebbe credere che Dievas si manifestasse anche attraverso il corpo di animali, uccelli o piante.

### Esplicative
1. ↑  Come anche nel caso del tradizionale canto lettone Nav saulīte dievā gaiša.
2. ↑  In termini di concezione lituana della divinità suprema del cielo, si rintracciano delle analogie con la dea del sole Saulė, per la quale esiste un vasto corpus di tradizioni popolari.

### Bibliografiche
1. ↑  (EN) Proto-Indo-European Roots, su bizland.com, 10 giugno 2008. URL consultato il 14 agosto 2020 (archiviato dall'url originale il 10 giugno 2008).
2. ↑  (EN) Dizionario della lingua jatvingica, su suduva.com. URL consultato il 14 agosto 2020.
3. 1 2 3 4  (EN) Gintaras Beresnevičius, Lithuanian Religion and Mythology, su lnkc.lt. URL consultato il 14 agosto 2020 (archiviato dall'url originale il 16 febbraio 2020).
4. ↑   Marija Gimbutas, La religione dei Balti, 1991,  p. 198.
5. ↑  (EN) Christopher R. Fee e David Adams Leeming, Gods, Heroes & Kings: The Battle for Mythic Britain, Oxford University Press, 2004,  p. 78, ISBN 978-01-95-17403-8.
6. ↑  (EN) Dievs, su Encyclopedia Britannica. URL consultato il 14 agosto 2020 (archiviato dall'url originale il 30 novembre 2012).
7. ↑  (EN) Maria Leach, Funk & Wagnalls Standard Dictionary of Folklore, Mythology, and Legend, HarperCollins, 1984,  p. 631, ISBN 978-00-62-50511-8.
8. ↑  (EN) Kevin O'Connor, Culture and Customs of the Baltic States, Westport, Greenwood Press, 2006,  p. 39, ISBN 978-0-313-33125-1.
9. ↑  (EN) Endre Bojtár, Foreword to the Past: A Cultural History of the Baltic People, Central European University Press, 1999,  p. 317, ISBN 978-96-39-11642-9.
10. ↑  (EN) Lituanus, vol. 8, Lithuanian Student Association, Secretariate for External Relations, 1962,  p. 103.